# 札木扬 (鄂尔多斯扎萨克郡王)
札木扬（？—1757年），蒙古族，伊克昭盟鄂尔多斯左翼中旗人，鄂尔多斯左翼中旗札萨克多罗郡王，曾任伊克昭盟盟长兼鄂尔多斯济农。

## 生平
1728年，札木扬袭任鄂尔多斯左翼中旗札萨克多罗郡王，并任伊克昭盟盟长兼鄂尔多斯济农。1733年，因为避出兵征讨准噶尔，调兵不堪用，降爵为多罗贝勒。乾隆帝继位后，大赦天下，诏复札木扬多罗郡王。1757年，札木扬逝世。